# 紐西蘭網鰩
紐西蘭網鰩（學名：Brochiraja aenigma），為軟骨魚綱鰩目單鰭鰩科網鰩屬的一種，分布於西南太平洋紐西蘭海域，深度可達437公尺，本魚體盤呈圓形，尾部非常長，為盤長的1.5倍，尾部中背部有刺和小齒，尾部背外側無刺，體上部褐色，上面和下面有較深的斑點，腹面上有邊緣淺色的不明顯排孔，前腹鰭葉球狀，尖端黑色，上顎有30排牙齒，體長可達43.6公分，棲息在深海沙泥底質海域，為底棲性魚類，屬肉食性，生活習性不明。